# Liste des députés de la 1re législature irlandaise

Cette page liste les cent cinq députés élus lors des Élections générales britanniques de 1918.
Le Sinn Féin apparait comme la principale force politique sur l'île d'Irlande mais refuse de siéger à la Chambre des communes du Royaume-Uni à Londres. À la place, les élus du Sinn Féin décident de constituer leur propre parlement à Dublin, le Dáil Éireann. Cette nouvelle assemblée se réunit pour la première fois le 21 janvier 1919 à Mansion House.
Au moment de l'élection, la majorité des députés du Sinn Féin est en prison, en Irlande, en Angleterre ou au pays de Galles. De ce fait seulement 27 Teachta Dála participent à la première réunion du Dáil Éireann. Cette première législature dure 892 jours.
Les autres députés refusent de participer à ce Parlement et siègent comme à l'accoutumée à Westminster

## Résultats de l'élection
| Parti | Parti                              | Sièges |
| ----- | ---------------------------------- | ------ |
|       | Sinn Féin                          | 73     |
|       | Irish Unionist Alliance            | 22     |
|       | Irish Parliamentary Party          | 6      |
|       | Ulster Unionist Labour Association | 3      |
|       | Independent Unionist               | 1      |

## Liste des députés par circonscription
| Parti     | Nom                      | Circonscription électorale     |
| --------- | ------------------------ | ------------------------------ |
| Sinn Féin | James Lennon             | Carlow                         |
| Sinn Féin | Arthur Griffith          | Cavan East                     |
| Sinn Féin | Paul Galligan            | West Cavan                     |
| Sinn Féin | Éamon de Valera          | East Clare                     |
| Sinn Féin | Brian O'Higgins          | West Clare                     |
| Sinn Féin | Liam de Róiste           | Cork City                      |
| Sinn Féin | David Kent               | Cork City                      |
| Sinn Féin | Terence MacSwiney        | Mid Cork                       |
| Sinn Féin | Patrick O'Keeffe         | Cork North                     |
| Sinn Féin | Thomas Hunter            | North East Cork                |
| Sinn Féin | Michael Collins          | Cork South                     |
| Sinn Féin | Diarmuid Lynch           | South East Cork                |
| Sinn Féin | DESeán Hayes             | West Cork                      |
| Sinn Féin | DE Joseph O'Doherty      | North Donegal                  |
| Sinn Féin | DE Peter Ward            | South Donegal                  |
| Sinn Féin | DE Joseph Sweeney        | West Donegal                   |
| Sinn Féin | DE Richard Mulcahy       | Dublin Clontarf                |
| Sinn Féin | DE Seán T. O'Kelly       | Dublin College Green           |
| Sinn Féin | DE Philip Shanahan       | Dublin Harbour                 |
| Sinn Féin | Frank Lawless            | Dublin North County            |
| Sinn Féin | Desmond FitzGerald       | Dublin Pembroke                |
| Sinn Féin | DE George Gavan Duffy    | South County Dublin            |
| Sinn Féin | Joseph McGrath           | Dublin St James's              |
| Sinn Féin | DE Michael Staines       | Dublin St Michan's             |
| Sinn Féin | Constance Markievicz     | Dublin St Patrick's            |
| Sinn Féin | DE Thomas Kelly          | Dublin St Stephen's Green      |
| Sinn Féin | Seán O'Mahony            | South Fermanagh                |
| Sinn Féin | DE Pádraic Ó Máille      | Galway Connemara               |
| Sinn Féin | Liam Mellows             | East Galway                    |
| Sinn Féin | Bryan Cusack             | North Galway                   |
| Sinn Féin | Frank Fahy               | South Galway                   |
| Sinn Féin | DE Piaras Béaslaí        | East Kerry                     |
| Sinn Féin | James Crowley            | North Kerry                    |
| Sinn Féin | Fionán Lynch             | South Kerry                    |
| Sinn Féin | Austin Stack             | West Kerry                     |
| Sinn Féin | DE Domhnall Ua Buachalla | Nort Kildare                   |
| Sinn Féin | Art O'Connor             | South Kildare                  |
| Sinn Féin | William T. Cosgrave      | North Kilkenny                 |
| Sinn Féin | James O'Mara             | South Kilkenny                 |
| Sinn Féin | Patrick McCartan         | King's County                  |
| Sinn Féin | James Dolan              | Leitrim                        |
| Sinn Féin | Michael Colivet          | Limerick City                  |
| Sinn Féin | Richard Hayes            | East Limerick                  |
| Sinn Féin | DE Con Collins           | West Limerick                  |
| Sinn Féin | DE Eoin MacNeill         | Londonderry City               |
| Sinn Féin | Joseph McGuinness        | Longford                       |
| Sinn Féin | DE John J. O'Kelly       | County Louth                   |
| Sinn Féin | Éamon de Valera*         | East Mayo                      |
| Sinn Féin | DE John Crowley          | North Mayo                     |
| Sinn Féin | William Sears            | South Mayo                     |
| Sinn Féin | Joseph MacBride          | West Mayo                      |
| Sinn Féin | Liam Mellows*            | North Meath                    |
| Sinn Féin | DE Eamonn Duggan         | South Meath                    |
| Sinn Féin | Ernest Blythe            | North Monaghan                 |
| Sinn Féin | Seán MacEntee            | South Monaghan                 |
| Sinn Féin | DE Eoin MacNeill*        | National University of Ireland |
| Sinn Féin | DE Kevin O'Higgins       | Queen's County                 |
| Sinn Féin | DEGeorge Noble Plunkett  | North Roscommon                |
| Sinn Féin | Harry Boland             | South Roscommon                |
| Sinn Féin | J. J. Clancy             | North Sligo                    |
| Sinn Féin | Alexander McCabe         | South Sligo                    |
| Sinn Féin | Pierce McCan             | East Tipperary                 |
| Sinn Féin | DE Séamus Burke          | Mid Tipperary                  |
| Sinn Féin | Joseph MacDonagh         | North Tipperary                |
| Sinn Féin | DE P. J. Moloney         | South Tipperary                |
| Sinn Féin | Arthur Griffith*         | North West Tyrone              |
| Sinn Féin | DE Cathal Brugha         | County Waterford               |
| Sinn Féin | Laurence Ginnell         | Westmeath                      |
| Sinn Féin | DE Roger Sweetman        | North Wexford                  |
| Sinn Féin | James Ryan               | South Wexford                  |
| Sinn Féin | Seán Etchingham          | East Wicklow                   |
| Sinn Féin | DE Robert Barton         | West Wicklow                   |

| Parti                     | Nom                    | Circonscription électorale    |
| ------------------------- | ---------------------- | ----------------------------- |
| Irish Unionist Alliance   | Robert McCalmont       | East Antrim                   |
| Irish Unionist Alliance   | Hugh O'Neill           | Mid Antrim                    |
| Irish Unionist Alliance   | Peter Kerr-Smiley      | North Antrim                  |
| Irish Unionist Alliance   | Charles Curtis Craig   | South Antrim                  |
| Irish Unionist Alliance   | James Rolston Lonsdale | Mid Armagh                    |
| Irish Unionist Alliance   | William Allen          | North Armagh                  |
| Irish Parliamentary Party | Patrick Donnelly       | South Armagh                  |
| Irish Unionist Alliance   | William Arthur Lindsay | Belfast Cormac                |
| Irish Parliamentary Party | Joseph Devlin          | Belfast Falls                 |
| Irish Unionist Alliance   | Thomas Moles           | Belfast Ormeau                |
| Irish Unionist Alliance   | Herbert Dixon          | Belfast Pottinger             |
| Labour Unionist           | Thomas Henry Burn      | Belfast St Anne's             |
| Labour Unionist           | Samuel McGuffin        | Belfast Shankill              |
| Labour Unionist           | Thompson Donald        | Belfast Victoria              |
| Irish Unionist Alliance   | Robert Lynn            | Belfast Woodvale              |
| Irish Parliamentary Party | Edward Kelly           | East Donegal                  |
| Irish Unionist Alliance   | David Reid             | East Down                     |
| Irish Unionist Alliance   | James Craig            | Mid Down                      |
| Irish Unionist Alliance   | Thomas Watters Brown   | North Down                    |
| Irish Parliamentary Party | Jeremiah McVeagh       | South Down                    |
| Irish Unionist Alliance   | Daniel M. Wilson       | Down West                     |
| Irish Unionist Alliance   | Maurice Dockrell       | Dublin Rathmines              |
| Irish Unionist Alliance   | Arthur Warren Samuels  | University of Dublin          |
| Independent Unionist      | Robert Henry Woods     | University of Dublin          |
| Irish Unionist Alliance   | Edward Archdale        | North Fermanagh               |
| Irish Unionist Alliance   | Hugh Anderson          | North Londonderry             |
| Irish Unionist Alliance   | Denis Henry            | South londonderry             |
| Irish Unionist Alliance   | William Whitla         | Queen's University of Belfast |
| Irish Parliamentary Party | Thomas Harbison        | North East Tyrone             |
| Irish Unionist Alliance   | William Coote          | South Tyrone                  |
| Irish Parliamentary Party | William Redmond        | Waterford City                |